# Scirrhia silvatica
Scirrhia silvatica är en svampart som beskrevs av Lennart Holm och Kerstin Holm. 
Scirrhia silvatica ingår i släktet Scirrhia, familjen Dothideaceae och divisionen sporsäcksvampar. Arten är reproducerande i Sverige.